# Ботанический сад (Лодзь)
Лодзинский ботанический сад им. Якуба Мовшовича (пол. Łódzki Ogród Botaniczny) — ботанический сад в городе Лодзь (Польша).

## Краткие сведения
Ботанический сад был открыт в 1929 году в парке Жрудлиска. После окончания Второй мировой войны на территории, прилегающей к парку Здоровья (бывшему парку имени Пилсудского), началось создание нового ботанического сада. В 1988 году парк был назван в честь польского ботаника Якуба Мовшовича.
Сад расположен в западной части города на ул. Кжеменецкой 36/38 (пол. ul. Krzemieniecka) и открыт ежедневно с 1 апреля по 31 октября.
Общая площадь сада составляет 67 га (в том числе ботанический сад площадью 2 га и пальмовая оранжерея в парке Жрудлиска).

## История
Проект ботанического сада и пальмовой оранжереи был включён в план [[Народного парка здоровьяпольск.]], который разработал в 30-х годах XX века Стефан Рогович. 19 сентября 1946 по инициативе профессоров Яна Мушиньского и Якуба Мовшовича выделили 1,3 га земли для участка лекарственных растений, который стал ядром будущего ботанического сада.
В 1947 году состоялся конкурс на лучший проект Ботанического сада в городе Лодзь площадью 75 гектаров. Первый приз получил проект «Флора» Владислава Немирского и Альфонсо Зелонко из Варшавского сельскохозяйственного университета. Но проект не был реализован.
Только в 1967 году началось строительство ботанического сада в нынешнем виде. Площадь сада была выровнена и поделена на участки в 1 га, вырыты пруды, разбит альпийский сад и построены теплицы.
19 июля 1973 была открыта для посетителей первая часть сада площадью около 20 га. Были представлены отделы: польской флоры, альпийский сад, систематики травянистых растений и фрагмент отдела парковых насаждений. В последующие годы постепенно открывались новые отделы парка. Территория сада была огорожена с самого начала, но вход в парк был бесплатный. Платные билеты были введены во второй половине 80-х годов в связи с многочисленными повреждениями и кражами.
На данный момент ботанический сад является бюджетной единицей города Лодзь и отчитывается непосредственно перед Департаментом охраны окружающей среды и сельского хозяйства.

## Отделы и коллекции растений
В ботаническом саду собрано более 3500 таксонов растений, которые представлены в девяти тематических отделах:
- Японский сад (2 га) — расположен возле двух небольших прудов на северо-востоке сада. Здесь представлены растения из Японии, Китая и других стран Дальнего Востока.
- Отдел систематики травянистых растений (1,5 га) — расположен в северо-восточной части сада.
- Альпийский сад — гористая местность, образованная из каменных блоков с извилистыми дорожками. Растут, в частности, сосны, тисы, карпатские колокольчики, флоксы, рододендроны, колючник бесстебельный, айва, падуб, лиственница, можжевельник, псевдотсуга, ель сербская, ель восточная, сосна кедровая европейская.
- Отдел биологии и морфологии растений (7 га) — расположен в восточной части сада. Здесь растёт около 280 видов и сортов деревьев и кустарников и более 440 таксонов травянистых растений,
- Коллекция декоративных растений (2,1 га) — расположена в юго-западной части сада. Впечатляющие коллекции роз, рододендронов и хвойных деревьев и кустарников.
- Отдел паркового озеленения (9 га) — расположен в центральной части сада.
- Отдел польской флоры (9,2 га) — расположен в северо-западной части сада.
- Отдел лекарственных растений — старейший отдел, где представлены часто незаметные растения, из которых делают сиропы, экстракты, эссенции, настойки и настои, такие как зверобой, хвощ, ослинник двулетний, лён, земляника, базилик краснолистный, змеевик большой, полынь горькая, тмин и купена.
- Дендрарий — самый большой отдел площадью 18,7 га, занимает южную часть сада.